# Brooke (Norfolk)
Brooke is een civil parish in het bestuurlijke gebied South Norfolk, in het Engelse graafschap Norfolk met 1399 inwoners.

## Geboren in Brooke
- Caroline Cossey (1954), actrice